# Коломнин, Сергей Петрович
Сергей Петрович Коломнин (7 (19) октября 1842 — 23 ноября (5 декабря) 1886) — русский хирург, с 1879 года — профессор хирургии Императорской медико-хирургической академии в Санкт-Петербурге. Действительный статский советник.

## Биография
Родился в Санкт-Петербурге в дворянской семье. Окончил Архангельскую гимназию. В 1865 году окончил Императорскую медико-хирургическую академию со степенью лекаря и серебряной медалью, после чего был назначен ординатором 1-й госпитальной хирургической клиники. В 1869 году был удостоен степени доктора медицины.
Во время Русско-турецкой войны 1877—1878 годов был хирургическим консультантом Общества Красного Креста. Был награждён орденом Св. Анны 3-й степени с мечами в 1877 году и орденом Св. Анны 2-й степени в 1878 году.
С. П. Коломнин первым в мире применил внутриартериальное переливание крови раненым на поле боя. По результатам участия в войне написал «Общий медицинский очерк сербско-турецкой войны 1876 г. и тыла армии в Румынии и Бессарабии во время турецкой войны 1877 г. Вып. I и II» (1878).
Состоял членом Общества русских врачей в Петербурге с 1870 года, Общества врачей в Киеве с 1873 года и Хирургического общества Н. И. Пирогова в Петербурге с 1883 года.
Застрелился после сделанной им неудачной операции (причиной смерти пациентки, по мнению С. П. Коломнина, была передозировка кокаина, использовавшегося для анестезии).
Похоронен в Санкт-Петербурге на Новодевичьем кладбище.